# Buco nero di Kerr-Newman
Fra i vari tipi di buchi neri previsti dalla teoria della relatività generale, quelli di Kerr-Newman sono i più generali, tenendo conto di tutti e tre i parametri fisici di cui un buco nero tiene memoria: massa, carica elettrica, e momento angolare.
Un buco nero di Kerr-Newman è quindi quanto resta di una stella massiva, che nei processi che hanno accompagnato la fine del suo ciclo vitale ha conservato una parte del momento angolare e della carica elettrica.

## Generalità
La metrica che descrive la geometria dello spazio-tempo intorno ad un corpo celeste simile è deducibile dall'elemento di linea di Kerr-Newman dato in coordinate di Boyer-Lindquist:
{\displaystyle ds^{2}=-{\frac {\left(\Delta -a^{2}\sin ^{2}{\theta }\right)}{\Sigma }}dt^{2}-2a\sin ^{2}{\theta }\left({\frac {r^{2}+a^{2}-\Delta }{\Sigma }}\right)dtd\phi +\left({\frac {(r^{2}+a^{2})^{2}-\Delta a^{2}\sin ^{2}{\theta }}{\Sigma }}\right)\sin ^{2}{\theta }d\phi ^{2}+{\frac {\Sigma }{\Delta }}dr^{2}+\Sigma d\theta ^{2}}
ove si è inteso
{\displaystyle \displaystyle \Delta =r^{2}-2MGr+a^{2}+Q^{2}}
{\displaystyle \displaystyle \Sigma =r^{2}+a^{2}\cos {\theta }}
{\displaystyle \displaystyle a=J/MG}
con J momento angolare totale, e Q carica elettrica.
Si noti come tale spazio-tempo sia lasciato invariato dalla contemporanea inversione di t e {\displaystyle \displaystyle \phi }
{\displaystyle \left\{{\begin{matrix}t&\rightarrow &-t\\\phi &\rightarrow &-\phi \end{matrix}}\right.}
Si deve altresì porre l'accento sul fatto che in tali coordinate, {\displaystyle (r,\theta ,\phi )} non sono coordinate sferiche, benché tendano ad esse nel limite in cui il buco nero non ruoti: {\displaystyle a\rightarrow 0}.
Si veda la voce coordinate di Boyer-Lindquist per approfondire.
La metrica di Kerr-Newman ha singolarità coordinate per 
1. {\displaystyle \displaystyle \Delta =0}
2. {\displaystyle \displaystyle \theta =0} (asse di rotazione)

e singolarità essenziali (quindi non eliminabili con un cambio di carta coordinata) per
{\displaystyle \displaystyle \Sigma =0}

## Singolarità essenziali
{\displaystyle \Sigma =0} vale a dire {\displaystyle r=0\;\;\theta =\pi /2}
(infatti se fosse {\displaystyle \displaystyle a=0} il buco nero sarebbe non rotante). Si può comprendere meglio la "forma" di questa singolarità riscrivendo l'elemento di linea in coordinate di Kerr-Schild {\displaystyle (t,x,y,z)} (si veda Metrica di Kerr-Schild per approfondire) che hanno anche il merito di eliminare la singolarita lungo l'asse di rotazione, mostrando appunto che è coordinata.
In queste coordinate l'elemento di linea si scrive:
{\displaystyle ds^{2}=dx^{2}+dy^{2}+dz^{2}-dt^{2}+{\frac {2MGr^{3}-Q^{2}r^{2}}{r^{4}+a^{2}z^{2}}}\left[dt+{\frac {z}{r}}dz+{\frac {r}{r^{2}+a^{2}}}\left(xdx+ydy\right)-{\frac {a}{r^{2}+a^{2}}}\left(xdy-ydx\right)\right]^{2}}
da cui si vede anche che per {\displaystyle M=Q=0} la metrica diviene quella piatta di Minkowski, come ci si aspetta.
Si ricordi sempre che le coordinate di Kerr-Schild {\displaystyle (x,y,z)} non sono coordinate cartesiane; esse sono legate implicitamente alla coordinata {\displaystyle r} di Boyer-Linquist dalla relazione:
{\displaystyle {\frac {\left(x^{2}+y^{2}\right)}{r^{2}+a^{2}}}+{\frac {z^{2}}{r^{2}}}=1}
che rende chiaro come {\displaystyle (x,y,z)} siano identificabili con le coordinate cartesiane solo nel caso in cui {\displaystyle a=0}.
Le superfici individuate dalla relazione suddetta sono ellissi confocali, che degenerano per {\displaystyle r=0{\mbox{ e }}\theta =\pi /2}  nell'anello
{\displaystyle \left\{{\begin{matrix}x^{2}+y^{2}&=&a^{2}\\z&=&0\end{matrix}}\right.}
(si noti che {\displaystyle \theta =\pi /2\longrightarrow z=0} poiché fra le due coordinate z e r vale una relazione identica a quella che si ha trattando le omologhe coordinate cartesiane e sferiche: {\displaystyle z=r\cos {\theta }})
Possiamo dunque concludere che per un buco nero di Kerr-Newman, qualunque siano i valori non nulli dei tre parametri (M,Q,a) esiste una singolarità essenziale; non puntiforme (come era per i buchi neri di Schwarzschild) ma "a forma di anello" di raggio {\displaystyle a} e giacente nel "piano" equatoriale.

## Singolarità coordinate ed orizzonti degli eventi
Consideriamo adesso le singolarità coordinate, che si ottengono da {\displaystyle \Delta =0}.
Converrà scrivere:
{\displaystyle \displaystyle \Delta =(r-r_{+})(r-r_{-})}
in cui si è definito
{\displaystyle r_{\pm }\equiv MG\pm {\sqrt {M^{2}G^{2}-a^{2}-Q^{2}}}}
a causa della presenza del radicale si deve distinguere fra tre casi, a seconda della grandezza relativa dei tre parametri del buco nero.

### CasoM2G2<a2+Q2{\displaystyle M^{2}G^{2}<a^{2}+Q^{2}}
in tal caso non esistono soluzioni reali dell'equazione {\displaystyle \Delta =0}, il buco nero non ha alcun orizzonte degli eventi. L'unica singolarità coordinata rimarrà quindi {\displaystyle \theta =0}, ferma restando la presenza della singolarità essenziale ad anello. 
Si deve però notare che proprio l'assenza di un orizzonte degli eventi permetterebbe ad un osservatore posto molto lontano dal buco nero lungo il suo equatore, di vedere la singolarità ad anello (singolarità nuda).
Tale possibilità è esclusa dalla congettura del censore cosmico di Roger Penrose, la quale in breve afferma che non possono crearsi singolarità nude da collassi stellari (restano tuttavia possibili singolarità nude formatesi durante il big bang).
Anche qualora non si accettasse la congettura (non dimostrata) di Penrose; è possibile dimostrare che dato un buco nero di questo tipo, a singolarità nuda, sarebbe possibile compiere una traiettoria circolare vicino alla singolarità ad anello e ritrovarsi nel punto di partenza in un momento antecedente alla stessa, violando quindi il principio di causalità.
Si deve perciò supporre che durante le fasi di formazione del buco nero, esso perda abbastanza momento angolare e carica elettrica da non soddisfare la relazione {\displaystyle M^{2}G^{2}<a^{2}+Q^{2}}

### CasoM2G2>a2+Q2{\displaystyle M^{2}G^{2}>a^{2}+Q^{2}}
In tal caso esistono due radici reali dell'equazione {\displaystyle \Delta =0}, le {\displaystyle r_{\pm }} viste prima, e quindi due orizzonti degli eventi. È possibile vedere che questa singolarità è coordinata passando ad esempio alle coordinate {\displaystyle (v,r,\theta ,u)}, con:
{\displaystyle {\begin{matrix}dv&=&dt+{\frac {r^{2}-a^{2}}{\Delta }}dr\\du&=&d\phi +{\frac {a}{\Delta }}dr\end{matrix}}}

#### L'ergosfera
La metrica di Kerr-Newman non dipende dal tempo (spazio-tempo stazionario), né dall'angolo {\displaystyle \displaystyle \phi } (spazio-tempo a simmetria assiale).
Ciò si esprime matematicamente dicendo che la metrica possiede due campi di Killing.
Li indicheremo con:
{\displaystyle \displaystyle \xi _{\mu }={\frac {\partial }{\partial t}}}
{\displaystyle \displaystyle \chi _{\mu }={\frac {\partial }{\partial \phi }}}
In maniera grossolana, facendo riferimento alle coordinate cicliche della meccanica classica, si può immaginare il primo come una traslazione del tempo, e il secondo come una rotazione rispetto all'asse z.
Consideriamo il campo {\displaystyle \xi _{\mu }}, è possibile vedere che il suo modulo quadro vale:
{\displaystyle \displaystyle \xi _{\mu }\xi ^{\mu }=g_{tt}={\frac {a^{2}\sin ^{2}{\theta }-\Delta }{\Sigma }}}
Questa quantità è minore di zero, per r abbastanza grande, e quindi questo vettore è di tipo tempo, lontano dal buco nero.
È tuttavia abbastanza facile verificare come essa diventi maggiore di zero per 
{\displaystyle \displaystyle r<MG+{\sqrt {M^{2}G^{2}-a^{2}\cos ^{2}{\theta }-Q^{2}}}}.
La superficie definita da {\displaystyle r=MG+{\sqrt {M^{2}G^{2}-a^{2}\cos ^{2}{\theta }-Q^{2}}}} è detta ergosfera.
Si noti come essa si trovi al di fuorì dell'orizzonte degli eventi {\displaystyle r_{+}}, con cui si incrocia in direzione dei poli.
La regione compresa fra l'orizzonte {\displaystyle r_{+}} e l'ergosfera, è detta ergoregione ed ha la proprietà che al suo interno il vettore di Killing associato all'invarianza temporale è di tipo spazio. 
Ciò vuol dire, non rigorosamente parlando, che nell'ergoregione lo spazio tempo non è più stazionario, poiché ivi t non è più una buona coordinata temporale.
Vediamo cosa si può dire più esattamente.
È noto dalla teoria della relatività che le particelle si muovono lungo curve in modo tale che la loro quadrivelocità sia sempre di tipo tempo:
{\displaystyle \displaystyle g_{\mu \nu }\,u^{\mu }\,u^{\nu }<0}
(vale la convenzione di Einstein sugli indici ripetuti).
Si verifica facilmente che tutti i termini della sommatoria sono positivi nell'ergoregione, tranne
{\displaystyle \displaystyle 2g_{t\,\phi }u^{t}u^{\phi }=2g_{t\,\phi }{\frac {dt}{d\tau }}{\frac {d\phi }{d\tau }}}
in cui τ è il tempo proprio lungo la curva.
Tale termine non può essere nullo, altrimenti non si riuscirebbe a ottenere un risultato negativo dalla sommatoria, essendo positivi tutti gli altri addendi.
In particolare deve essere:
{\displaystyle \displaystyle {\frac {d\phi }{d\tau }}\neq 0}
(un'analisi più approfondita mostrerebbe che per l'esattezza si ha {\displaystyle \displaystyle {\frac {d\phi }{d\tau }}>0}  ).
Questo è come dire che nell'ergoregione le particelle non possono in nessun caso rimanere immobili rispetto al buco nero, ma sono costrette a ruotarvi intorno.
Tale impossibilità può essere associata al fatto che in realtà è lo stesso spazio-tempo a ruotare nell'ergoregione, il che spiega anche la perdita della stazionarietà.

### CasoM2G2=a2+Q2{\displaystyle M^{2}G^{2}=a^{2}+Q^{2}}- Kerr-Newman estremo
Per tale rapporto fra i parametri l'equazione {\displaystyle \Delta =0} ha una sola soluzione per
{\displaystyle \left.r_{+}=r_{-}=MG\right.}
e il buco nero ha quindi un solo orizzonte degli eventi. 
Rimangono valide le considerazioni precedenti sull'ergosfera e l'ergoregione.